# Танонов, Антон Валерьевич
Антон Валерьевич Танонов (род. 9 мая 1977, Горький) — российский композитор, педагог, доцент. Автор симфонической и камерной музыки, мюзиклов, музыки для театра и кино.

## Биография
Родился 9 мая 1977 года в Горьком. Начал заниматься музыкой в 6 лет. Учился в музыкальной школе при Ленинградской консерватории.
В 2000 году окончил Санкт-Петербургскую консерваторию по классу композиции под руководством С. М. Слонимского, в 2003 году там же окончил ассистентуру-стажировку.
С 2000 по 2002 год был исполняющим обязанности директора школы электронной музыки имени Итиро Хатаямы.
С 2003 года преподаёт в Санкт-Петербургской консерватории инструментоведение, оркестровку, сочинение, музыкальные компьютерные технологии, основы звукорежиссуры, MIDI-программирование. С 2012 года возглавляет кафедру специальной композиции и импровизации. За время руководством кафедрой по инициативе Танонова в учебную программу студентов-композиторов добавили новые дисциплины, такие как джазовая импровизация, киномузыка, электронная композиция.
С 2017 года является музыкальным руководителем театра «ЛДМ. Новая сцена».
С 2018 года — директор Санкт-Петербургского филиала Союза композиторов России.
Выступал в качестве куратора, композитора, автора идеи (совместно с Л. Л. Волчек) цикла концертов современной академической музыки в рамках Международного фестиваля Международная неделя консерваторий.
Симфонические произведения Танонова исполняли различные оркестры в Большом зале Московской консерватории, Московской, Петербургской, Новосибирской и Казанской филармонии, в Малом зале имени Глазунова Петербургской консерватории и других залах.
Ряд произведений Танонова были поставлены в театрах: одноактный балет «Ночь в музее» в Бурятском театре оперы и балета (2012), мюзиклы — «Мастер и Маргарита» в Мюзик-холле (2014) и театре «Русская песня» (2015), «Демон Онегина» в Мюзик-холле (2015), «Чудо-Юдо» в Мюзик-Холле (2016), «Оскар и Розовая Дама» в театре «ЛДМ. Новая сцена» (2017), «Лолита» в театре "ЛДМ. Новая сцена (2018).

## Основные сочинения

### Мюзиклы
- «Мастер и Маргарита» (2014)
- «Демон Онегина» (2015)
- «Чудо-Юдо» (2016)
- «Оскар и Розовая Дама» (2017)
- «Лолита. 1916» (2018)
- «Алмазная колесница» (2020)

### Балеты
- «Похороны сардинки» (одноактный) (2011)
- «Ночь в музее» (одноактный) (2012)

### Опера
- «Вий» (одноактная) (2005)

### Симфоническая музыка
- Симфониетта (2000)
- «25 мобильных прелюдий» для симфонического оркестра (2005)
- Концерт для синтезатора с оркестром (2008)
- Фантазия для сопрано и симфонического оркестра «Разлучница-зима» на стихи Владислава Синицкого (2009)
- Концерт для фортепиано и симфонического оркестра (2011)
- «Dunaevsky forever» для струнного оркестра (2009)
- «Мульти-пульти» для струнного оркестра (2010)
- Симфония № 1 для симфонического оркестра (2010)
- «YULLA» для струнного оркестра (2009)
- Концерт для альта и камерного оркестра «Альтов — концерт» (2013)
- «Рахманиана» для струнного оркестра (2013)
- «Play» Фантазия для гитары и струнного оркестра (2014)
- «Джекилл и Хайд» Фантазия для гитары и струнного оркестра (2015)
- Концерт для терменвокса и струнного оркестра (2018)
- «Суворов» Симфоническая картина для контрабас-балалайки и большого симфонического оркестра (2019)
- Бетховен «Remix» для симфонического оркестра (2020)

### Камерная музыка
- Соната для фортепиано (2000)
- Вариации для фортепиано (2003)
- «Нижегородский кремль» для 9 исполнителей (2002)
- «За окном зима, а мы вышиваем» Антикризисная фантазия № 666 для 2-х гитар и флейты (2008)
- «Город лилипутов» для фортепиано, флейты, саксофона альта и ударных (2011)
- Соната для скрипки и фортепиано (2010)
- «Баллада и танго» для фортепиано, бас-гитары, саксофона альта и ударных (2010)
- Фантазия для фортепиано (2010)
- «Русская сюита» для 2-х фортепиано (2011)
- «Витрувианский человек» для флейты, кларнета, фортепиано, скрипки и виолончели (2011)
- «Огненная токката» для флейты, кларнета, скрипки, виолончели и фортепиано (2012)
- Струнный квартет (2013)
- Трио для скрипки, виолончели и фортепиано (2017)
- «Знаки зодиака» Близнецы для флейты, кларнета, фортепиано, скрипки и виолончели (2018)
- Истории для фортепиано (2019)
- «Обещанный танец» для флейты и фортепиано (2018)
- «Новогодняя открытка» для струнного квартета (2018)
- «Йокогама — квартет» для струнного квартета (2020)
- «Танончик 2020» для трубы и фортепиано (2020)
- «Танончики» 2 пьесы для скрипки и фортепиано (2021)

### Вокальная музыка
- Вокальный цикл на стихи русских поэтов 19 века (2009)
- Три хора на стихи И. Бродского (2012)
- Ф. Шуберт — А. Танонов «Легенда о двойнике. История одного вампира» Вокальный цикл для тенора, вокального ансамбля и камерного оркестра (2013)
- «Молитвы» для смешанного хора (2014)

### Электронная музыка
- «Сон о подводной лодке» для струнного квартета и электроники (2006)
- «МИФ» Электронная композиция (2007)
- «Похороны куклы Вуду» для фортепиано и электроники (2008)
- «Ленин 2017» для 2-х фортепиано, семплера и tape-electronics (2012)

### Музыка к фильмам
- «Футуристы. Домик на Песочной» (анимационный) (2009)
- «Волшебный горшок» (анимационный) (2010)
- «F5» (короткометражный) (2012)
- «Шутки ангела» (ТВ) (2013)
- «Дары волхвов» (короткометражный, США) (2018)
- «Хомба» (анимационный) (2019)
- «Шкафовы» (анимационный) (2020)
- «Мой друг Дима Зорин» (короткометражный) (2020)
- «Музыка внутри» (короткометражный) (2020)

## Награды и звания
- Лауреат конкурса композиторов Мариинского театра — опера «Вий» (2005)
- Лауреат «Премии оркестра» БСО им. П. И. Чайковского — «25 мобильных прелюдий для симфонического оркестра» (2005)[14]
- Дипломант Всероссийских конкурсов им. А. П. Петрова в номинации «Эстрадная песня и романс» (2007, 2008)
- Лауреат Международного конкурса «2 августа» (г. Болонья, Италия) — Фантазия для сопрано и симфонического оркестра (2009)